# راضی الجعایدی
راضی الجعایدی (عربی: راضي بن عبدالمجيد جعايدي؛ زاده ۳۰ اوت ۱۹۷۵) یک بازیکن فوتبال اهل تونس است.
وی همچنین در تیم ملی فوتبال تونس بازی کرده‌است.